# Proasellus espanoli
Proasellus espanoli är en kräftdjursart som beskrevs av Henry och Guy Magniez 1982. Proasellus espanoli ingår i släktet Proasellus och familjen sötvattensgråsuggor. Inga underarter finns listade i Catalogue of Life.